# Xcos
XcosはScilab Enterprisesによって開発されたScilabで配布されているグラフィカルな数学的モデリングとハイブリッド力学系シミュレーションツールである。
グラフィックエディタXcosを使用すると、ダイナミックハイブリッドシステムのモデルを構築できる。モデルの組み立て、ロード、保存、コンパイル、シミュレーションができる。
Xcosは、産業や学問のニーズに特に適した強力で使いやすいソリューションで、機械システム（自動車、航空宇宙、…）、水圧回路（ダム、…）、システム制御などのモデリング機能を提供する。
Xcosツールにさまざまな分野の機能を追加するためのプラグインがいくつかある。
Xcosは（CeCILLライセンス（GPL互換）の下で）自由に配布され、Scilabと同じく無料である。

## 主な特徴

### 標準パレットとブロック
- 信号処理
- 熱水力学ブロック
- 数学演算子（数値計算、行列、整数）ブロック
- 連続時間・離散時間システムブロック
- 電気工学
- ユーザー定義関数ブロック
- 注釈：テキスト、LaTeX / MathML

### モデリングと編集
- 既存のパレットからブロックを選択する
- ユーザーパレット
- スーパーブロックの管理

(モデルを再利用し簡単化するための単純なスーパーブロックに含まれるサブダイアグラム)
- カスタマイズ可能なサブシステムの使用
- 条件付き実行におけるサブシステムの作成
- 信号処理のためのScilabデータのすべてのタイプへのアクセス

### テンプレートのカスタマイズ
- Scilabアルゴリズムとハンドコードの統合
- シミュレーションパラメータの定義
- シグナルパラメータとブロックの適応
- ScilabとModelicaアルゴリズムを呼び出すためのユーザブロック

### シミュレーション
- ソルバー
- 結果の分析と可視化
- 性能向上のためのCコード生成
- 統合Modelicaコンパイラ
- すべてのScilabデータ分析および可視化機能へのアクセス
- バッチシミュレーション

### 類似のソフトウェア
Simulink、Scicos